# Catherine Silie
Répertoire
Musique classique
Catherine Silie, née le 30 novembre 1938 à Rouen et morte le 15 décembre 2021 à Vaison-la-Romaine, est une pianiste classique française.

## Biographie
Catherine Silie reçoit ses premières leçons de piano à quatre ans et donne son premier concert à Rouen à neuf ans. Elle est admise au Conservatoire national supérieur de musique de Paris dans la classe d'Yves Nat, auquel succède Pierre Sancan en 1956. Elle fait ainsi partie, avec Louis-Claude Thirion, des quelques élèves qui ont bénéficié de l'enseignement au Conservatoire de ces deux éminents professeurs. Au terme de ses études au CNSM, elle a obtenu 5 premiers prix, dont ceux de piano, de musique de chambre, d'accompagnement, et le premier prix d'harmonie première nommée.
Elle reçoit les conseils de Nadia Boulanger qui la présente à Arthur Rubinstein et à Clifford Curzon et organise pour elle des récitals au Conservatoire américain de Fontainebleau. Dès l'âge de 19 ans, elle devient lauréate de plusieurs concours internationaux. De 1964 à 1967, elle est l'assistante de Pierre Sancan au CNSM de Paris. Grâce à une Bourse du British Council, elle étudie aussi à Londres avec Peter Feuchtwanger (en) de 1968 à 1970.
Au cours de sa carrière de concertiste, elle est notamment soliste en France de l'Orchestre de la Société des concerts du Conservatoire, avec lequel elle interprète le concerto de son maître Pierre Sancan en 1964, de l'Orchestre philharmonique de l'ORTF et de l'Orchestre de chambre de Rouen d'Albert Beaucamp. Elle se produit en récital en Espagne, au Portugal pour les Jeunesses musicales de France, en Autriche, en Allemagne, aux États-Unis, au Québec, au Japon et au Vietnam. Elle joue Salle Gaveau à Paris, à la Maison de la RTF, au Wigmore Hall de Londres, et représente la France au Congrès international de l'Éducation musicale de Tokyo (1962). Elle forme avec la violoncelliste américaine Martha Gerschefski un duo qui donne de nombreux concerts en Europe et aux États-Unis (1964-67).
Lors de son séjour à Londres, elle a fait la connaissance de l'artiste peintre et pianiste britannique Peter Douglas Carr (1933-2012), qu'elle épouse en 1970 à Mont-Saint-Aignan, et dont elle aura deux enfants. Elle met alors de côté sa carrière internationale, tout en se produisant encore en récital à Papeete en 1983.
De 1977 à 2003, elle enseigne à l'École nationale de musique de Nîmes, où elle a notamment pour élèves Cédric Bambagiotti, Fanny Blayo, Léonard Bonné, Antonin Flavigny, Camille Jauvion, Julien Kurtz, Anne Laube, Fabien Gleize, Brice Martin, Sébastien Mazoyer, Audrey Moswitza, Miriam Picker-Bleuse, Benoît Tourette, Frédéric Tudela et Steve Nicollet, la plupart devenus professionnels.
Catherine Silie et son mari créent en 2004 le festival « Musique sur la colline » à Villeperdrix en Drôme provençale, devenue leur région d'adoption depuis 1970. Leur but est d'amener la musique vivante à une population locale qui n'a pas d'autres occasions de la rencontrer, et des artistes comme Reiner Goldberg et Alain Meunier s'y produisent. Catherine Silie participe de 1995 à 2009 au Festival des Amis de la Musique de Vaison-la-Romaine ; en 1995, elle joue le Premier concerto de Tchaïkovski avec l'Orchestre de Saratov dirigé par Hugues Reiner à Crest. À partir de 2005, elle se produit aussi comme accompagnatrice de la chanteuse lyrique Alexia Carr, notamment en 2010 à l'Institut français de Berlin, en 2015 au festival « MursMurs au Vivier » de Saint-Gervais-sur-Roubion et en 2016 à Nyons. 
Après plusieurs problèmes de santé qui l'ont beaucoup affaiblie, Catherine Silie décède à l'hôpital de Vaison-la-Romaine.

## Récompenses
- Concours international de la Guilde française des artistes solistes 1958 : 1er prix
- Concours international d'exécution musicale de Genève 1959 : 2e prix[c]
- Concours international de musique Maria Canals, Barcelone, 1961 : 1er prix
- Concours international Marguerite Long-Jacques Thibaud, Paris, 1961 : 4e prix[d]
- Vianna da Motta International Music Competition, Lisbonne, 1964 : 5e prix
- Concours international de Montréal[e] 1965 : 4e prix

## Discographie
- Mozart : Concerto pour trois pianos K.242, avec Pierre Sancan et Jean-Bernard Pommier, Orchestre de l'Association des Concerts Lamoureux, dir. Dimitri Chorafas. Le Club français du Disque, 1965. Rééditions : Nonesuch H-71028 (USA, 1967), Musidisc France RC-683 (1977)
- Les 12 finalistes du Festival international de piano de Montréal 1965 – Catherine Silie. CBC Radio-Canada RM 138 (face 2/4), 1966[5]
- Récital Claude Garden, harmonica (Bartók, Fauré, Debussy, Satie, Milhaud, Sarasate, de Falla, Nin), accompagné par C. Silie et Marielle Nordmann, harpe. CBS S63082
- Œuvres pour flûte et piano, avec Maxence Larrieu. Columbia (Japon) OW-7048-N, 1974
- Œuvres pour piano seul de Bach, Liszt, Schumann, Scriabine et Franck. "Échos de Rompon#5"[f], Turicaphon 30-502, 1976
- Œuvres pour piano seul de Debussy et Ravel. REM 11052, 1987
- "La Croisée des Chemins (1890-1910)" : œuvres pour piano seul de Szymanowski, Janáček, Berg, Abel Decaux, Debussy, Ravel et Fauré. Récital enregistré le 22 octobre 2002 à Villeperdrix. CD promotionnel, non commercialisé
- Œuvres pour piano seul de Haydn, Beethoven, Szymanowski et Chopin. Récital enregistré le 18 octobre 2003 au Petit temple de Nîmes. CD promotionnel de l'Office culturel nîmois